# John J. LaFalce
John Joseph LaFalce (Buffalo, 6 ottobre 1939 – Lockport, 11 aprile 2025) è stato un politico e avvocato statunitense, membro della Camera dei Rappresentanti per lo stato di New York dal 1975 al 2003.

## Biografia
Nato a Buffalo in una famiglia italoamericana, LaFalce studiò giurisprudenza e dopo il servizio militare nell'esercito lavorò come avvocato.
Entrato in politica con il Partito Democratico, nel 1970 venne eletto all'interno della legislatura statale dello stato di New York e vi rimase per cinque anni, fin quando nel 1975 fu eletto alla Camera dei Rappresentanti.
Negli anni successivi LaFalce fu riconfermato dagli elettori per altri tredici mandati, finché nel 2002 annunciò il suo ritiro e lasciò il Congresso dopo ventotto anni di permanenza.